# Cuisine des Samoa
La cuisine des Samoa est composée de poissons, viandes, fruits tropicaux et légumes venant des plantations des îles Samoa.  

## Aliments et méthodes de cuisson
Les fruits des Samoa comprennent bananes, noix de coco, citrons et ramboutans, une espèce de litchi à la coque colorée et velue. 
Les poissons en vente sur les marchés samoans comprennent les espèces suivantes : masimasi (mahimahi ou dorade coryphène), thon jaune, bonite, barracuda, vivaneau (red snapper), poisson-perroquet, poisson-licorne, espadon, thazard noir (wahoo). 
Dans le cadre de repas festifs (fiafia), les aliments sont cuits sur des pierres et de la braise, emballés dans des feuilles de bananier. Ce four traditionnel appelé umu est creusé dans le sol. Ses pierres y sont chauffées à blanc dans un foyer, avant que les braises et les cendres ne soient retirées, la nourriture disposée dessus, recouverte d’autres pierres brûlantes, puis de deux couches de feuilles de bananiers et enfin de nattes humidifiées. 

## Histoire
En héritage de son passé colonial allemand, l’archipel des Samoa possède deux brasseries, avec deux marques de bières : Vailima, la plus ancienne et réputée, et la Taula. 

## Spécialités
- ’Ava ou kava, boisson à base de racines de kava[3].
- Fa’alifu : sauce à la crème de coco qui s'associe avec plusieurs plats[4]. 
  - Fa’alifu taro : le taro est bouilli puis arrosé de la sauce crémeuse fa’alifu[4].
  - Fa’alifu fa’i : les bananes vertes sont cuites de manière semblable au taro, offrant un contraste sucré et salé lorsqu’elles sont associées à la sauce[4].
  - Poisson fa’alifu : le poisson frais est cuit et servi avec la sauce fa’alifu, mettant en valeur la capacité de la sauce à compléter les fruits de mer[4].
- Fa’apapa – pancakes à la noix de coco[5].
- Fa’ausi - une douceur sucrée à base de noix de coco caramélisée et de taro[4].
- Masi samoa – Biscuits secs au beurre et au lait de coco[5].
- Oka, du poisson mariné avec du lait de coco et du citron vert[2].
- Pa’apapa - Pain sucré à la noix de coco[5].
- Palusami, plat à base de jeunes pousses de taro cuites dans une crème de noix de coco[3].
- Panikeke - un pancake de forme arrondie[5].
- Pani popo - Pain à la sauce au lait de coco[5].
- Papaye au four au lait de coco vanillé[5].
- Poke - thon mariné avec de la sauce soja, du citron confit et de l’huile de sésame[1].
- Sapasui ou chop suey samoan - nouilles céto aux crevettes, poulet et légumes[5].
- Suafa’i - Crème de bananes au tapioca[5].
- Salade de poisson des Samoa[5].